# Nicolaj Agger
Nicolaj Moesgaard Agger (født 23. oktober 1988) er en dansk fodboldspiller, der spiller for Hvidovre IF. Primært spiller Nicolaj Agger som angriber, men har dog under træner Tonny Hermansen i Vejle Boldklub spillet flere kampe som kantspiller.
Derudover er han fætter til Daniel Agger fra Brøndby IF og Marco Agger fra HB Køge.

## Karriere

### Brøndby IF
Den dengang 17-årige Nicolaj Agger, blev fra klubbens B-trup udtaget til Tele2 Cup med klubbens førstehold.
Nicolaj Agger fik sin debut for Brøndbys A-hold, da han i UEFA Cuppens anden kvalifikationsrunde scorede to mål i en 4-0-sejr over Flora Tallinn på hjemmebane efter at have erstattet Morten "Duncan" Rasmussen i begyndelsen af anden halvleg.
Agger havde svært ved at spille sig som fast mand på holdet, og blev derfor i 2009/10 samt 2010/11 sæsonerne udlejet til henholdsvis SønderjyskE samt Djurgården IF.

### Vejle Boldklub
I august 2012 købte Vejle Boldklub Agger fra Brøndby IF. Her skrev Agger under på en 3-årig kontrakt.
Efter at en MR-skanning viste, at Agger havde småproblemer i knæet, skulle han opereres i knæet.
Den 29. juni 2014 meddelte Vejle Boldklub at man havde solgt Nicolaj Agger til nyligt oprykkede Silkeborg IF, et år før hans kontraktudløb i Nørreskoven. Transfersummen blev ikke oplyst.

### Silkeborg IF
Nicolaj Agger har i Silkeborg IF fået trøje nummer syv, hvortil han skiftede i juni 2014. Han scorede i sin debutkamp - en træningskamp mod Hobro.

### Hvidovre IF
Den 25. juli 2017 blev det offentliggjort, at Agger skiftede til 2. divisionsklubben Hvidovre IF.

## International karriere
Statistik for landsholdet:
| Hold             | Kampe | Vundne | Uafgjort | Tabte | Målscore | Mål | Indskiftet | Udskiftet | Gule kort | Røde Kort |
| ---------------- | ----- | ------ | -------- | ----- | -------- | --- | ---------- | --------- | --------- | --------- |
| U.19 landsholdet | 7     | 3      | 2        | 2     | 11-10    | 3   | 1          | 2         | 1         | 0         |
| U-18 landsholdet | 1     | 0      | 1        | 0     | 0-0      | 0   | 0          | 1         | 0         | 0         |
| U-17 landsholdet | 12    | 5      | 2        | 5     | 18-14    | 5   | 0          | 5         | 0         | 0         |
| Til sammen       | 20    | 8      | 5        | 7     | 29-24    | 8   | 1          | 8         | 1         | 0         |